# اماراستی دو ساس
اماراستی دو ساس (به لاتین: Amărăștii de Sus) یک منطقهٔ مسکونی در رومانی است که در شهرستان دولژ واقع شده‌است.

## خصوصیات
اماراستی دو ساس ۳٬۹۵۶ نفر جمعیت دارد.